# Colonial Life Arena
Die Colonial Life Arena ist eine Mehrzweckhalle in der US-amerikanischen Stadt Columbia im Bundesstaat South Carolina. Es ist die Heimspielstätte der NCAA-College-Basketballteams der University of South Carolina, den South Carolina Gamecocks, sowie der Columbia Stingers aus der National Indoor Football League (NIFL). Die 2002 eröffnete Arena bietet zu Basketballspielen 18.000 Zuschauern Platz. Zu Konzerten sind es maximal 19.000 Plätze. Sie ist damit die größte Arena im Staat South Carolina und eine der zehn größten Collegesporthallen in den Vereinigten Staaten. Zudem finden in der Halle andere Veranstaltungen wie Konzerte, Konferenzen, Messen, Familienshows oder Monstertruckrennen statt.

## Geschichte

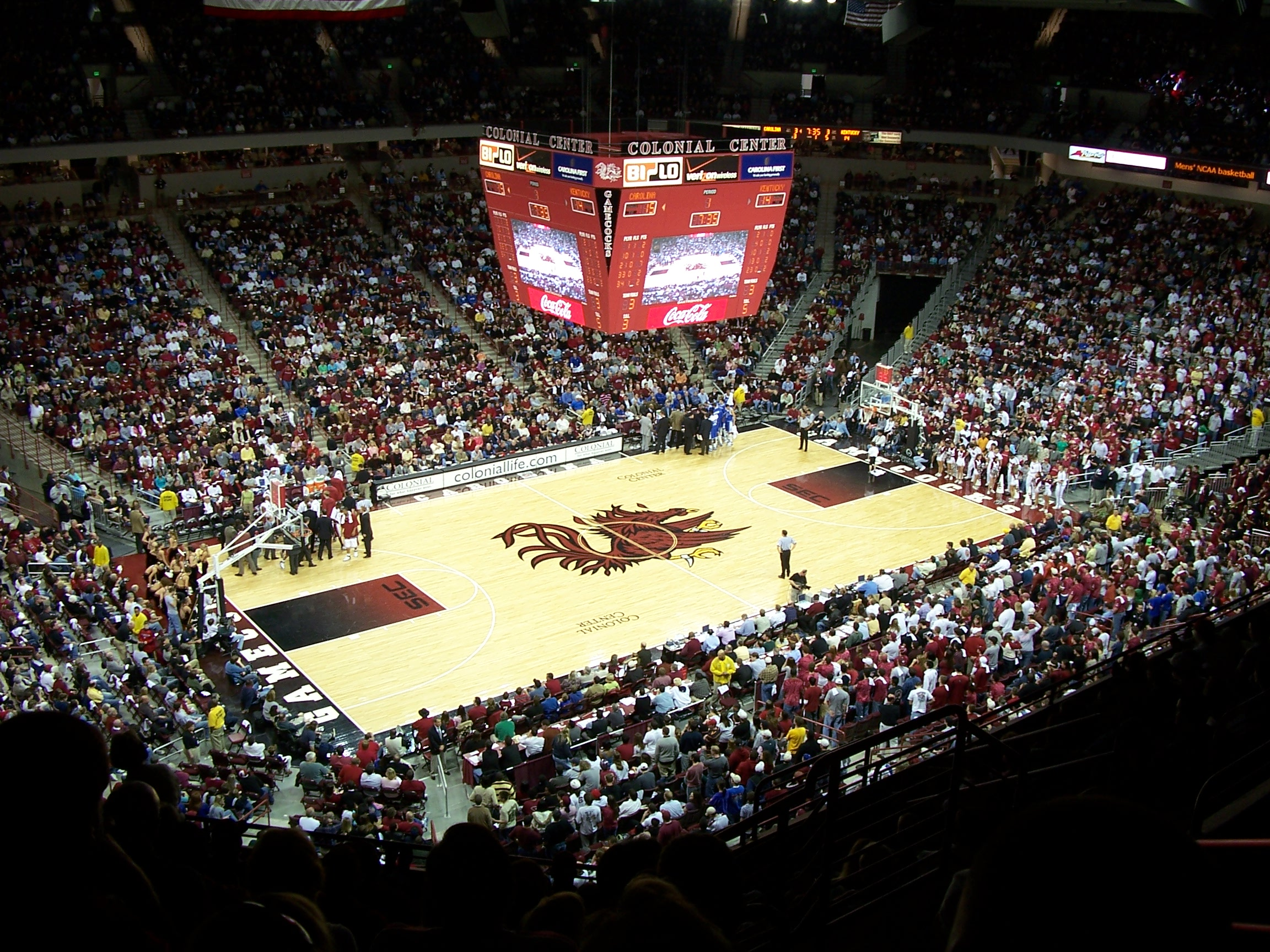
Das Innere der Colonial Life Arena bei einem Basketballspiel am 18. Februar 2006

Die Bauarbeiten an der neuen Arena, die das Carolina Coliseum als Spielstätte der University of South Carolina ablöste, begannen im April 2001. Unter dem Namen Carolina Center wurde die Halle schließlich am 22. November 2002 mit einem Spiel der Frauenbasketballmannschaft der Universität gegen die Rivalinnen der Clemson Tigers vor 17.712 Zuschauern eröffnet. Die offizielle Eröffnung fand erst am 2. Dezember statt, als die Männermannschaft die Temple Owls mit 66:47 zu besiegen konnte.
Im Jahr 2003 wurde das Versicherungsunternehmen Life & Accident Insurance Company of Columbia Namenssponsor der Arena, die daraufhin in Colonial Center umbenannt wurde. Durch die Umbenennung des Versicherers trägt die Halle seit dem 22. Juli 2008 den neuen Namen Colonial Life Arena. 2003 belegte die Arena den weltweit 22. Platz unter den Stadien mit den meistverkauften Tickets, 2005 war die Halle zudem die Universitätshalle mit den zweitmeisten Zuschauern.

## Nutzung
Neben den Collegespielen der NCAA-Basketballmannschaften sowie den Heimspielen der Columbia Stingers ist die Arena zudem Austragungsort der jährlich stattfindenden High-School-Basketballmeisterschaften. Des Weiteren besteht die Möglichkeit, in der Halle Eishockeyspiele auszutragen, welche allerdings aufgrund offener Streitfragen im Bezug auf die Finanzierung der Arena bislang noch nicht genutzt werden konnte. Betrieben wird die Halle vom Unternehmen Global Spectrum, dessen NBA-Mannschaft Philadelphia 76ers im Oktober 2005 ein Freundschaftsspiel in der Arena austrug.
Weitere Veranstaltungen, die in der Colonial Life Arena ausgetragen wurden, waren Disney on Ice, die Sesamstraße, American Idol Live! sowie der Ringling Bros. and Barnum & Bailey Circus. Zudem gaben Musiker und Bands wie Bruce Springsteen, Prince, Shania Twain, Britney Spears, Rascal Flatts, Taylor Swift, Cher, Billy Joel, Michael W. Smith und Elton John Konzerte in der Halle. Am 9. Oktober 2006 sowie am 24. März 2008 gastierte die Wrestlingorganisation WWE mit einer Folge der Monday Night Raw in Columbia in der Arena, nachdem bereits im November 2002 eine Folge der Sendung SmackDown im Carolina Center aufgezeichnet worden war.

## Daten
- Die 2002 eröffnete Halle bietet 18.000 Sitzplätze und kostete 64 Mio. US-Dollar. Sie verfügt über 342.000 Quadratfuß (rund 31.773 m²) Fläche.[3]
- Für den Bau wurden 16.880 Kubikyards (rund 12.906 m3) Erde bewegt. Diese Menge würde 222 Schwimmbecken füllen.
- 205.384 Ziegel und 60.137 Betonteile sowie 3848 Tonnen Stahl wurden verbaut.
- 125 Meilen (etwa 200 km) Kabel wurden verlegt. Eine Strecke von Columbia nach Folly Beach.
- 8750 Gallonen (rund 33.122 Liter) Farbe wurde aufgetragen. Dies würde für etwa 115 zweistöckige Häuser reichen.
- 4781 Quadratyard (ca. 3997 m²) Teppich wurden verlegt. Damit könnte man ungefähr das Spielfeld des Williams-Brice Stadium bedecken.
- Bis zu 443 Arbeiter waren am Bau beteiligt.
- 1.158.000 Personenstunden wurden bis zur Fertigstellung der Arena benötigt.